# Gerrit Polder
Christiaan Gerrit (Gerrit) Polder (Leiden, 7 december 1897 – Den Haag, 23 mei 1981) was een Nederlands kunstschilder.

## Biografie
Gerrit Polder woonde en werkte in Den Haag vanaf circa 1920. Hij werd opgeleid aan de Academie van Beeldende Kunsten en kreeg les van Cornelis Koppenol en Kees van Urk. Hij was van beroep kapper, maar schilderde in zijn vrije tijd. Den Haag is vaak het onderwerp van zijn stadsgezichten, die snel geschilderd zijn in een impressionistische stijl. Andere werken van Gerrit Polder waren stillevens, landschappen en portretten. Hij schilderde ook Zuid-Franse landschappen en haventjes. Hij exposeerde meerdere malen en was lid en enige tijd voorzitter van Arti et Industriae. Zijn zoons Rudi Polder en Joop Polder werden eveneens kunstschilder.